# نمایشگر مونوکروم

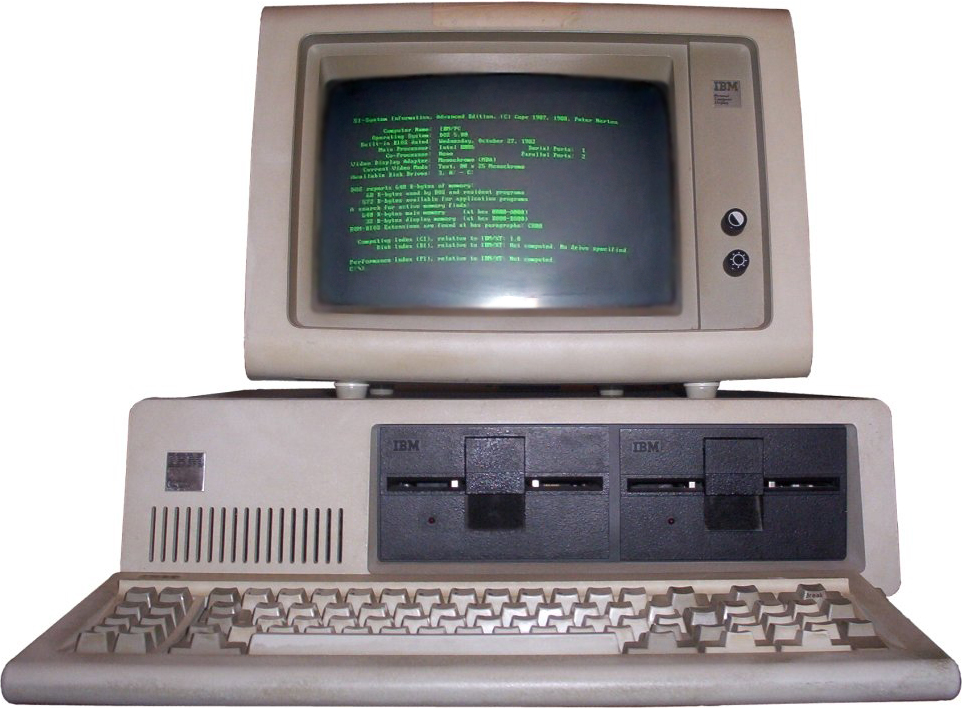
یک رایانه شرکت آی‌بی‌ام با یک نمایشگر مونوکروم سبز

نمایشگر مونوکروم یا مانیتور تک‌رنگ (Monochrome monitor) یک نوع نمایشگر رایانه لامپی است که در سال‌های اولیه رایانش از دهه ۱۹۶۰ تا ۱۹۸۰ قبل از اینکه نمایشگرهای رنگی محبوب شوند بسیار متداول بودند. نمایش تصویر به صورت تک رنگ هنوز هم در بعضی دستگاه‌های صنعتی و خدماتی مانند صندوق فروشگاهی مورد استفاده است.